# Museo del Indio y del Gaucho
El Museo del Indio y del Gaucho es un museo público uruguayo ubicado en la ciudad de Tacuarembó, Uruguay, en la intersección de las calles Gral. Artigas y Gral. Flores.

## Historia
Fue creado en el año 1941 por Washington Escobar y habilitado en el año 1943, aunque se oficializó en el año 1953 en la casa de su propio fundador. 
Desde 1976 se encuentra ubicado en la residencia donada por el Sr. Ramón González. 
El museo en su totalidad expone indumentaria y elementos gauchescos, armas y herramientas utilizadas por los indígenas locales, además procura narrar la historia de los últimos charrúas.

## Objetos expuestos
Entre los objetos expuestos en el museo encontramos objetos indígenas como boleadoras, arco autóctono, morteros, pulidores herramientas varias, cerámica, restos aborígenes, hachas.

### Objetos Indígenas expuestos

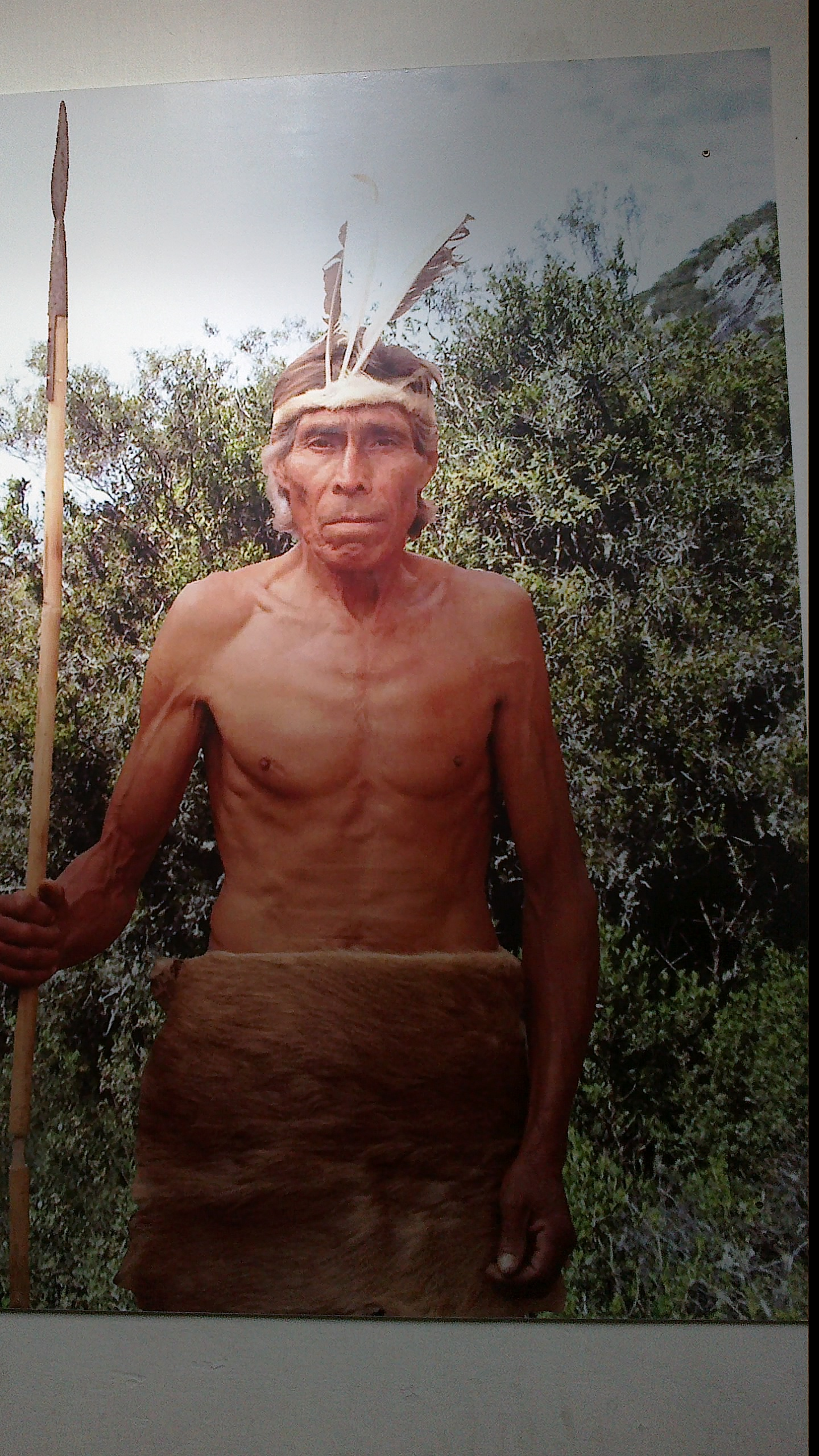
Descendiente indígena
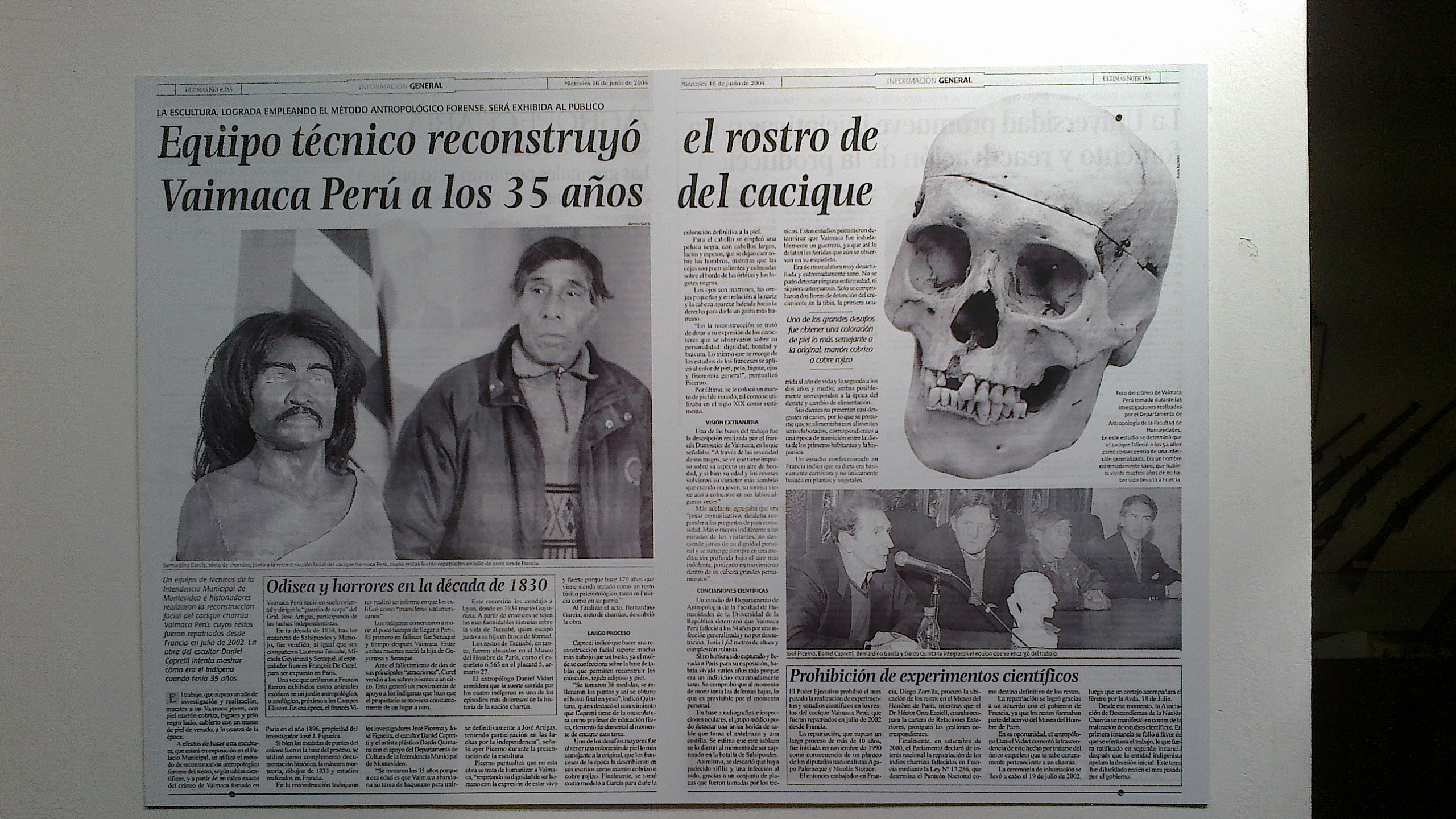
Último Charrúa
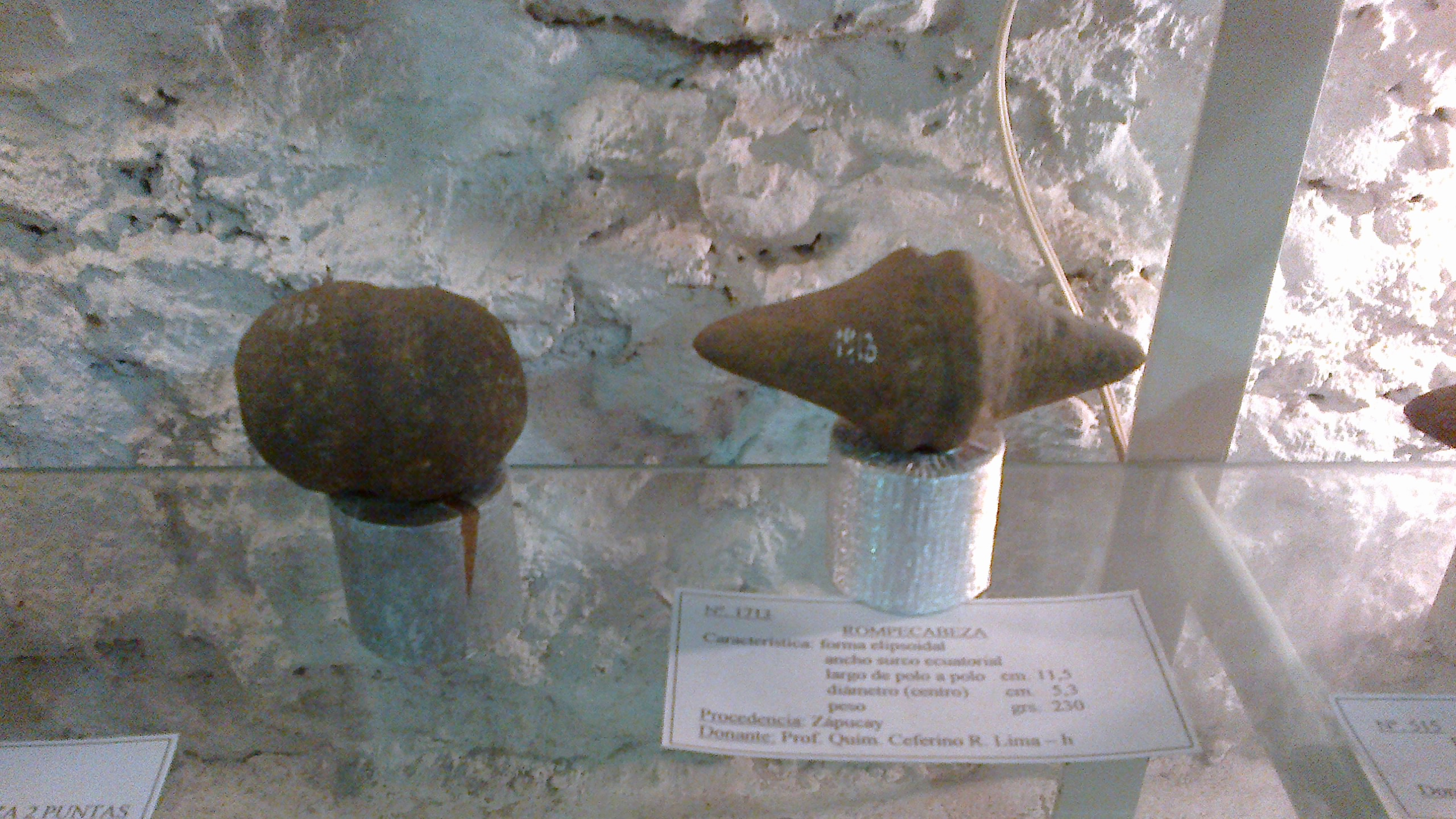
Rompecabeza
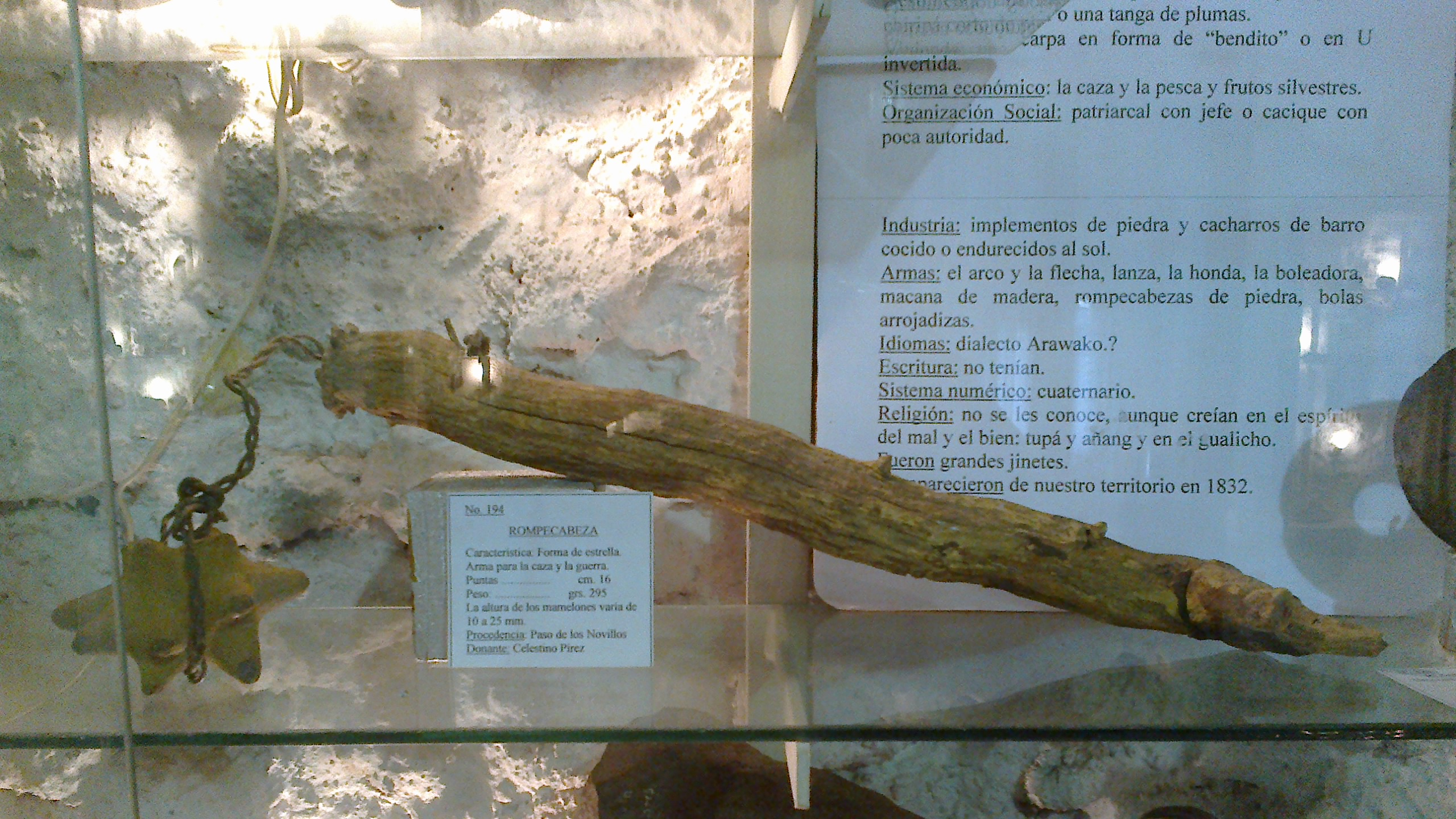
Rompecabeza con forma de estrella
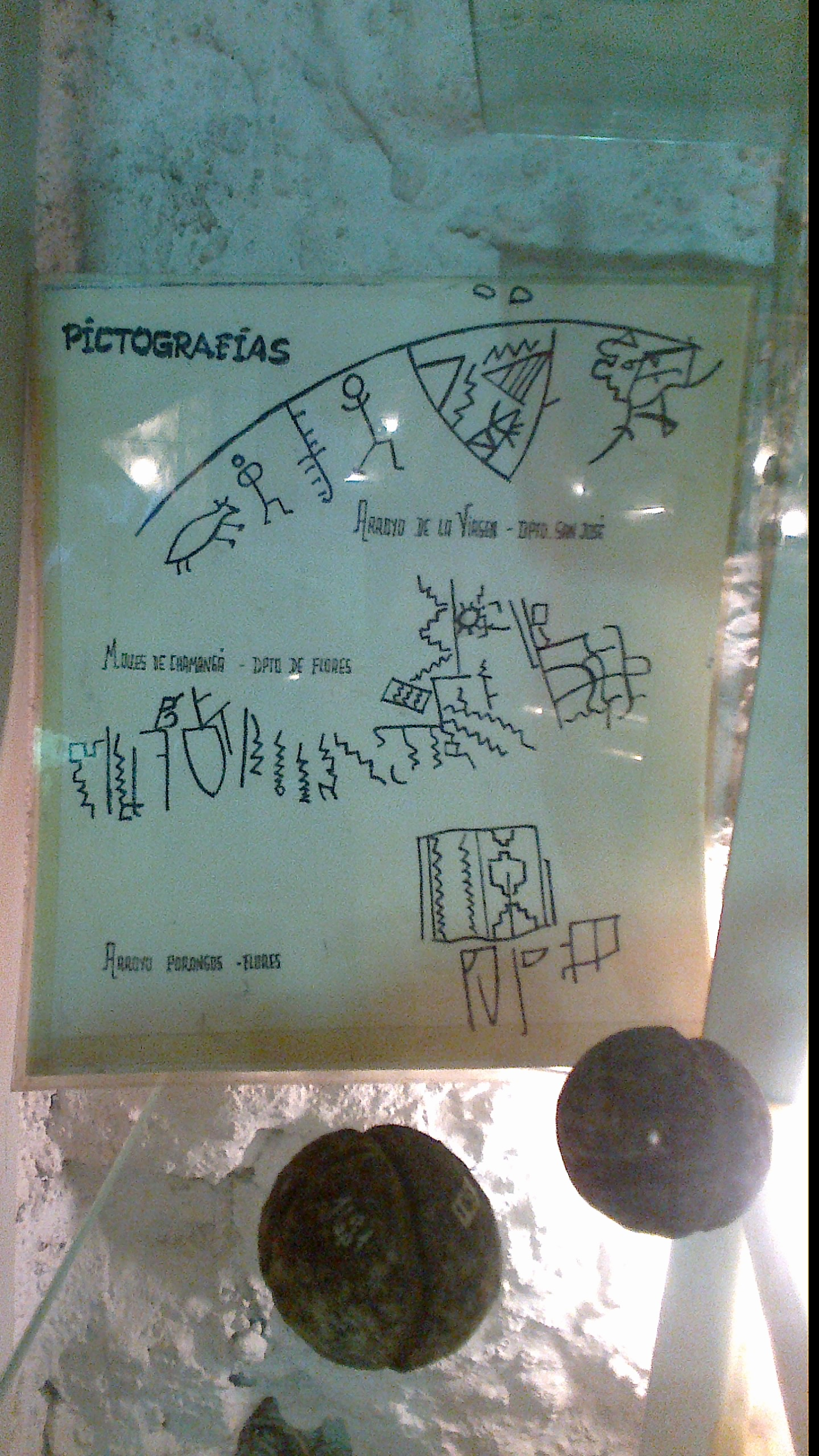
Pictografías
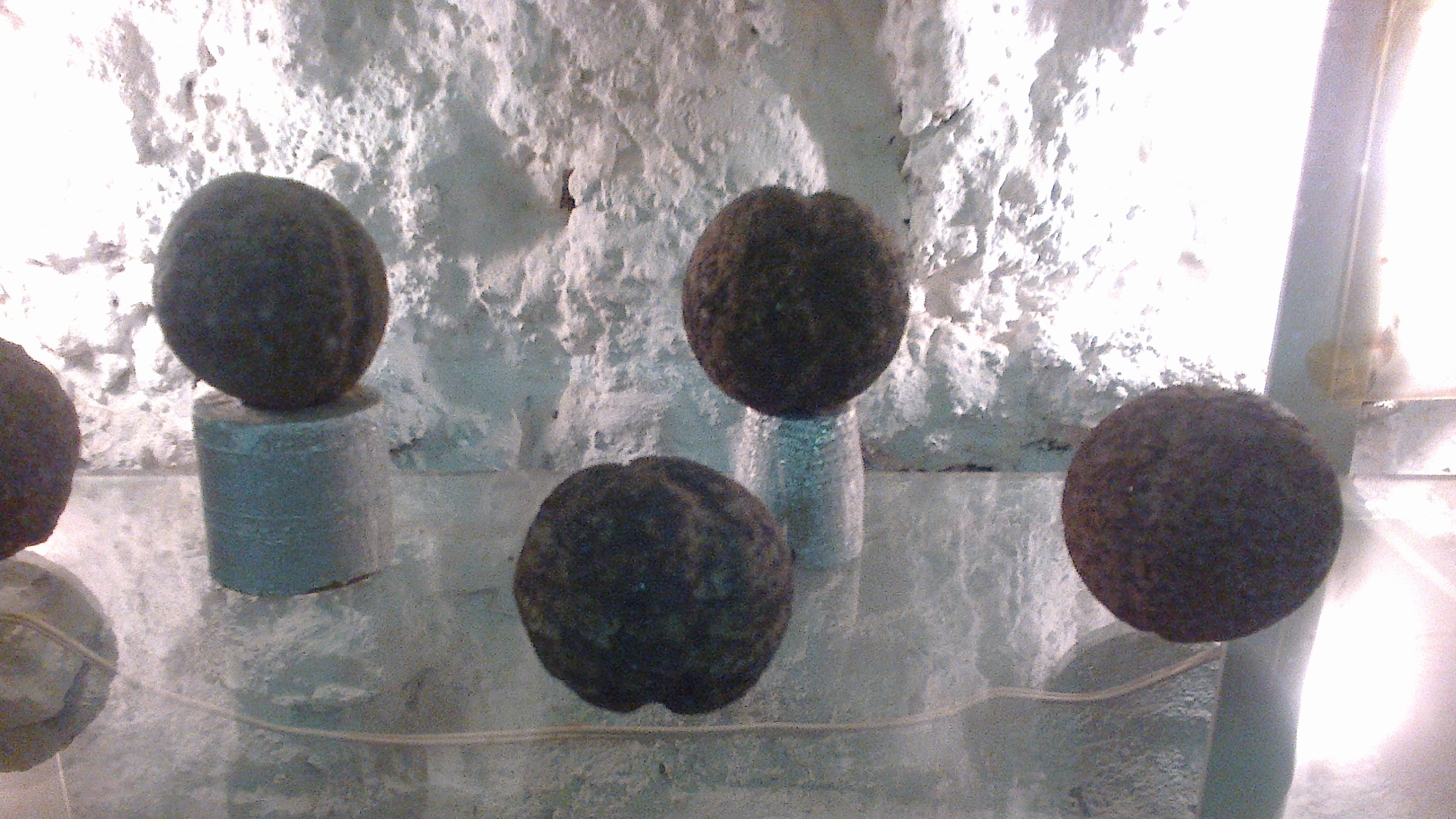
Boleadoras
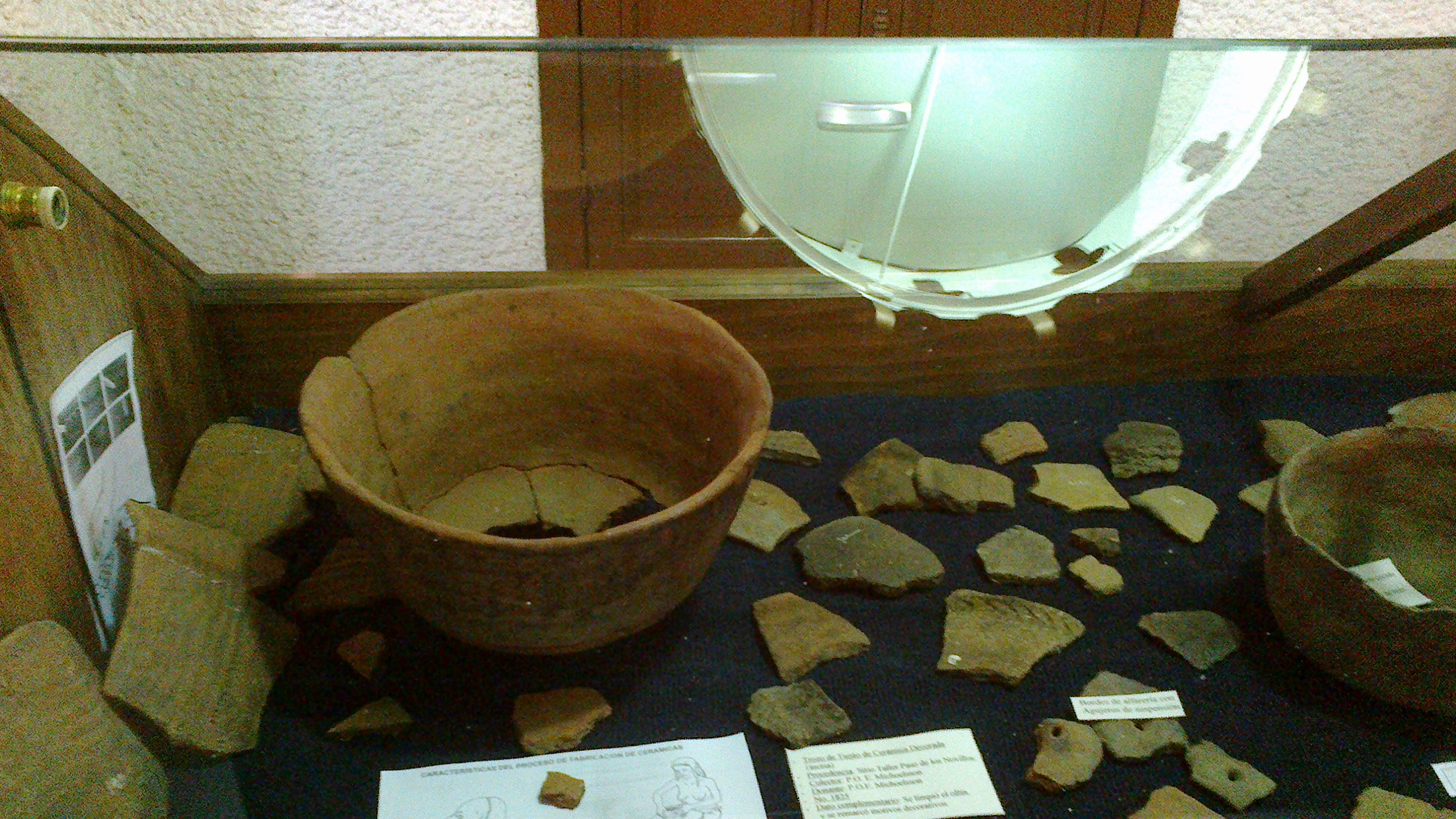
Objeto de barro
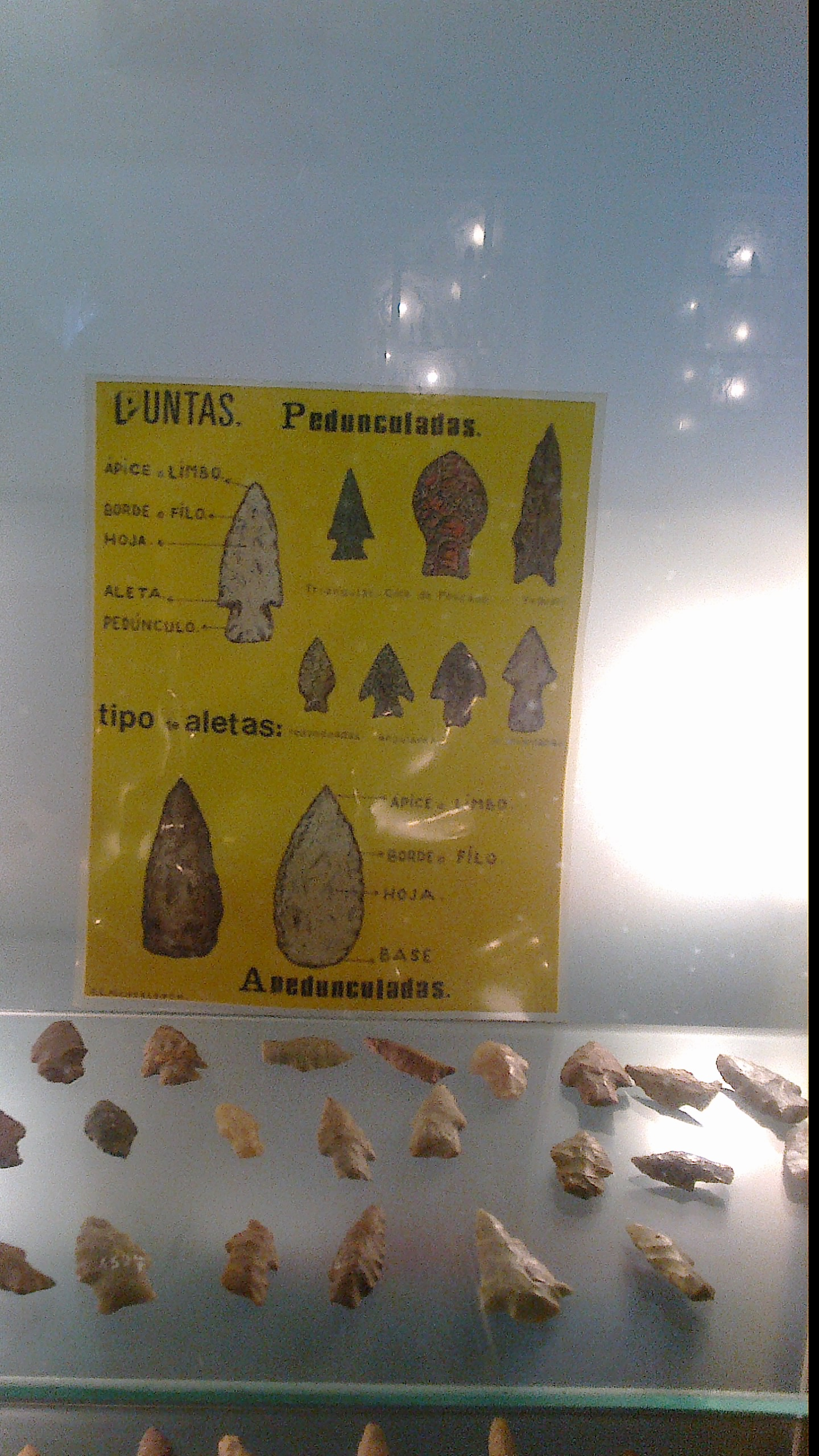
Puntas de flecha
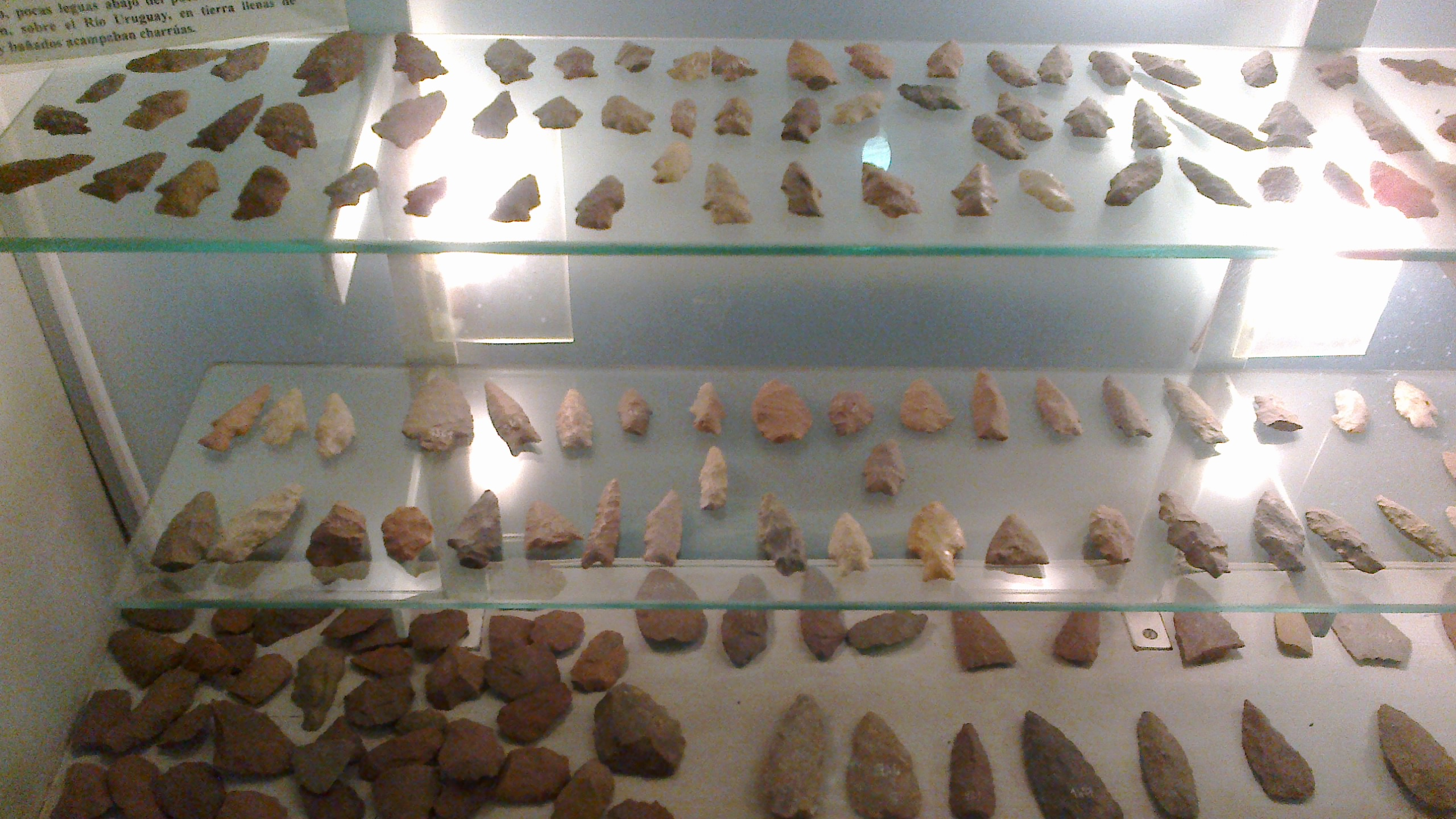
Puntas de flecha indígenas
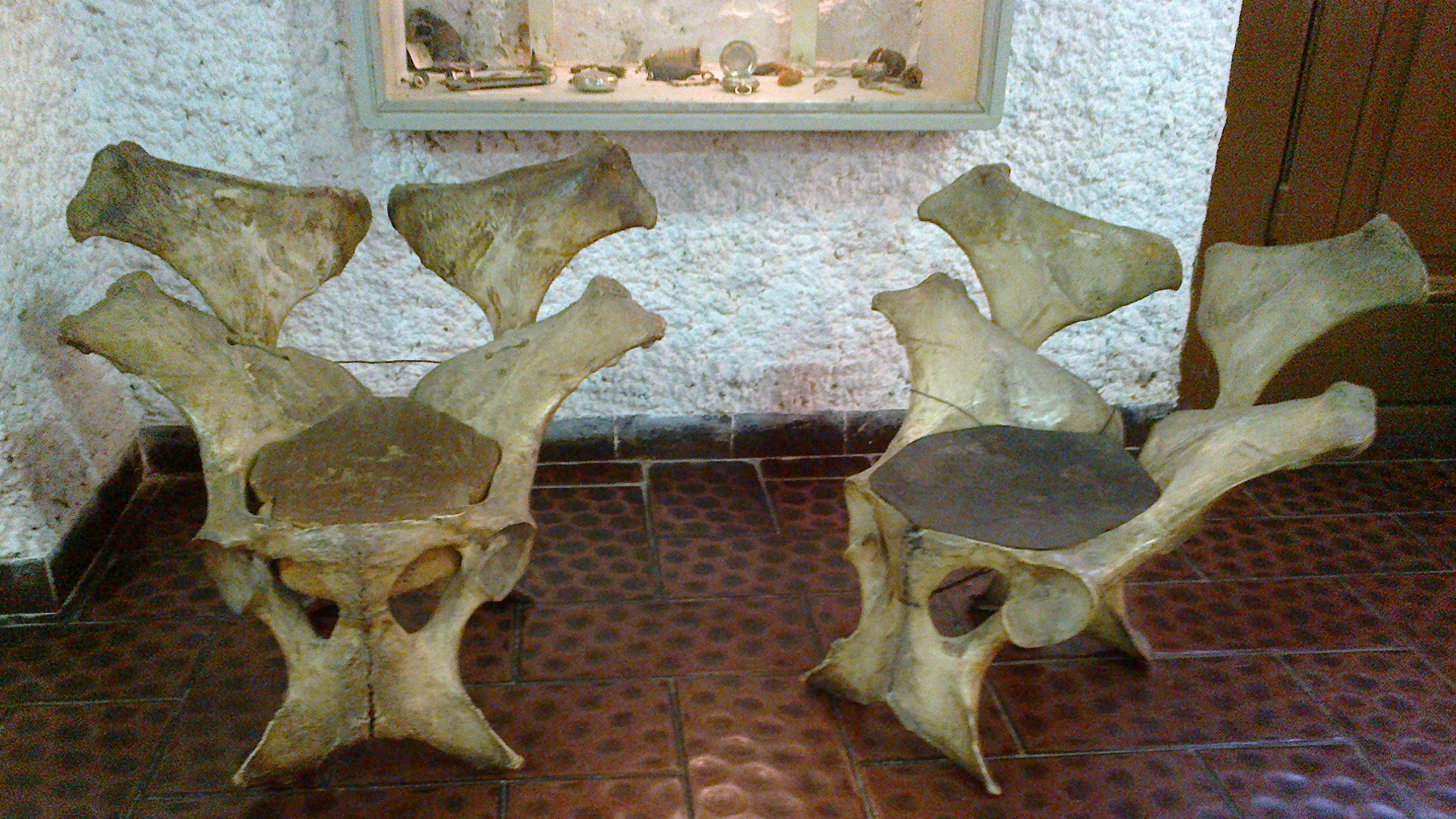
Sillas con huesos
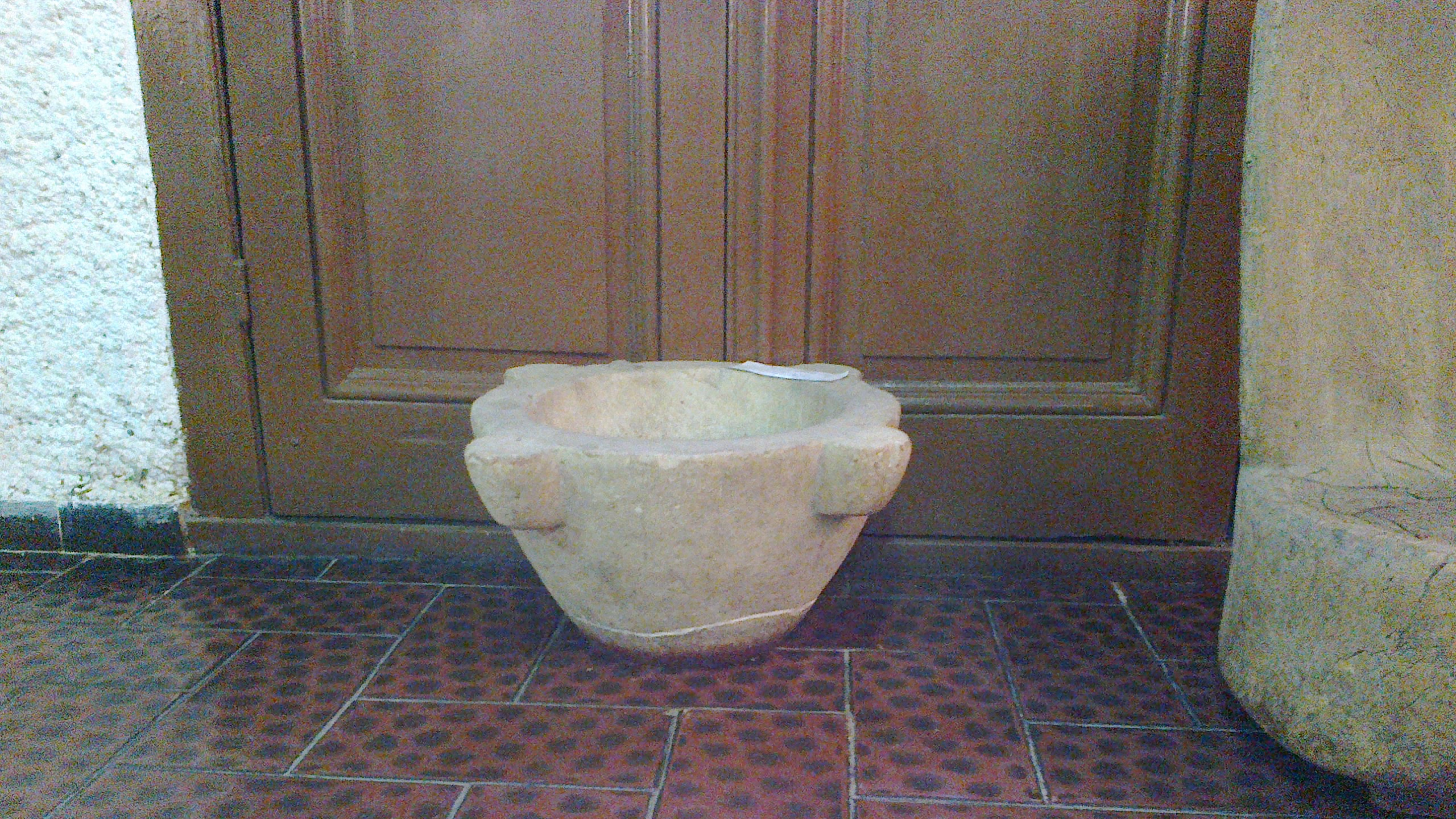
Mortero de piedra

- Gauchesca:

Utensilios, estribos, espuelas, implementos equinos, boleadoras, preparos, divisas, apero de plata y oro, rebenques, preparó plata y oro, boleadoras marfil. Cuenta también con una sala de armas.

### Objetos Gauchescos expuestos

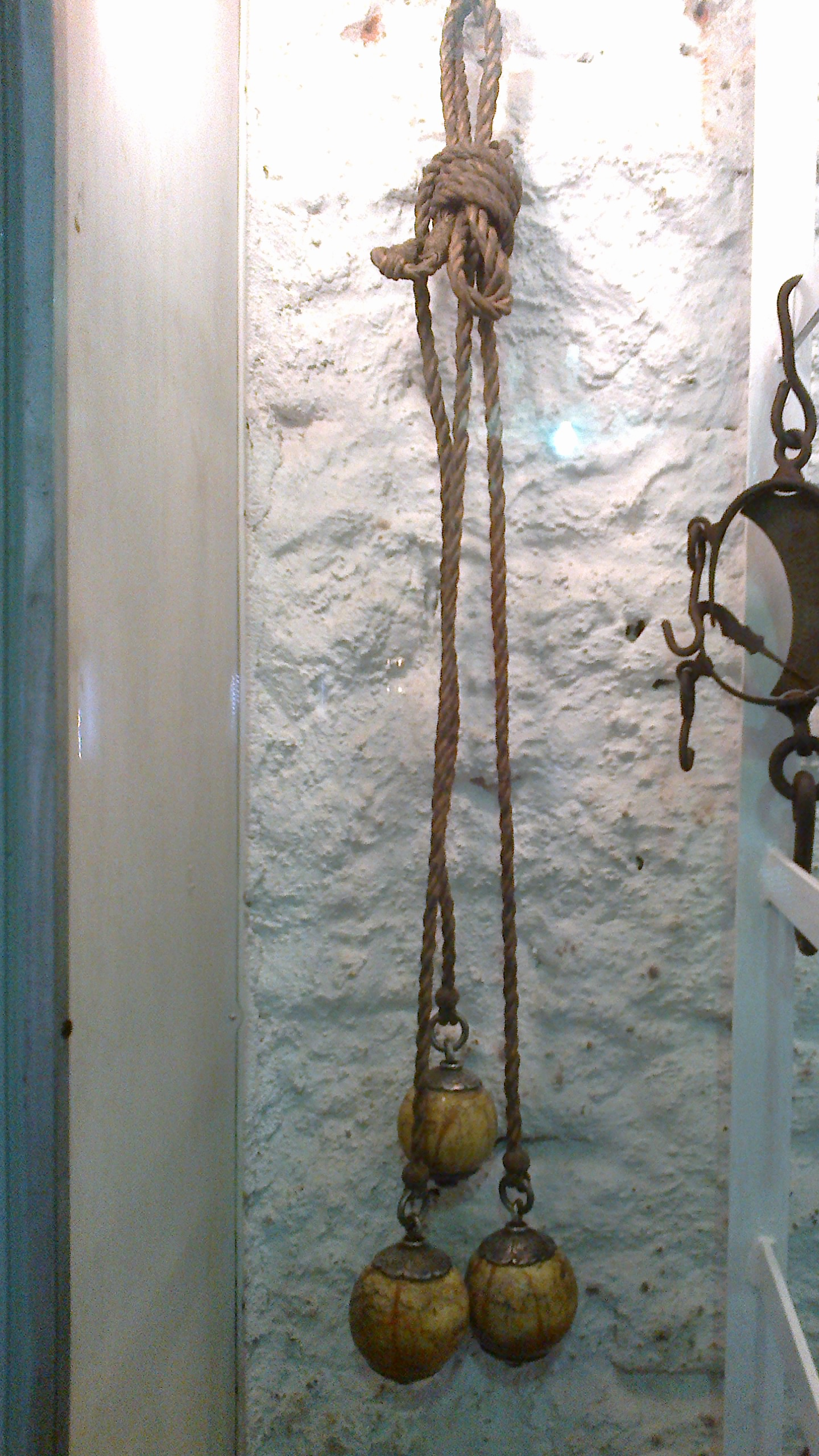
Boleadoras de gaucho
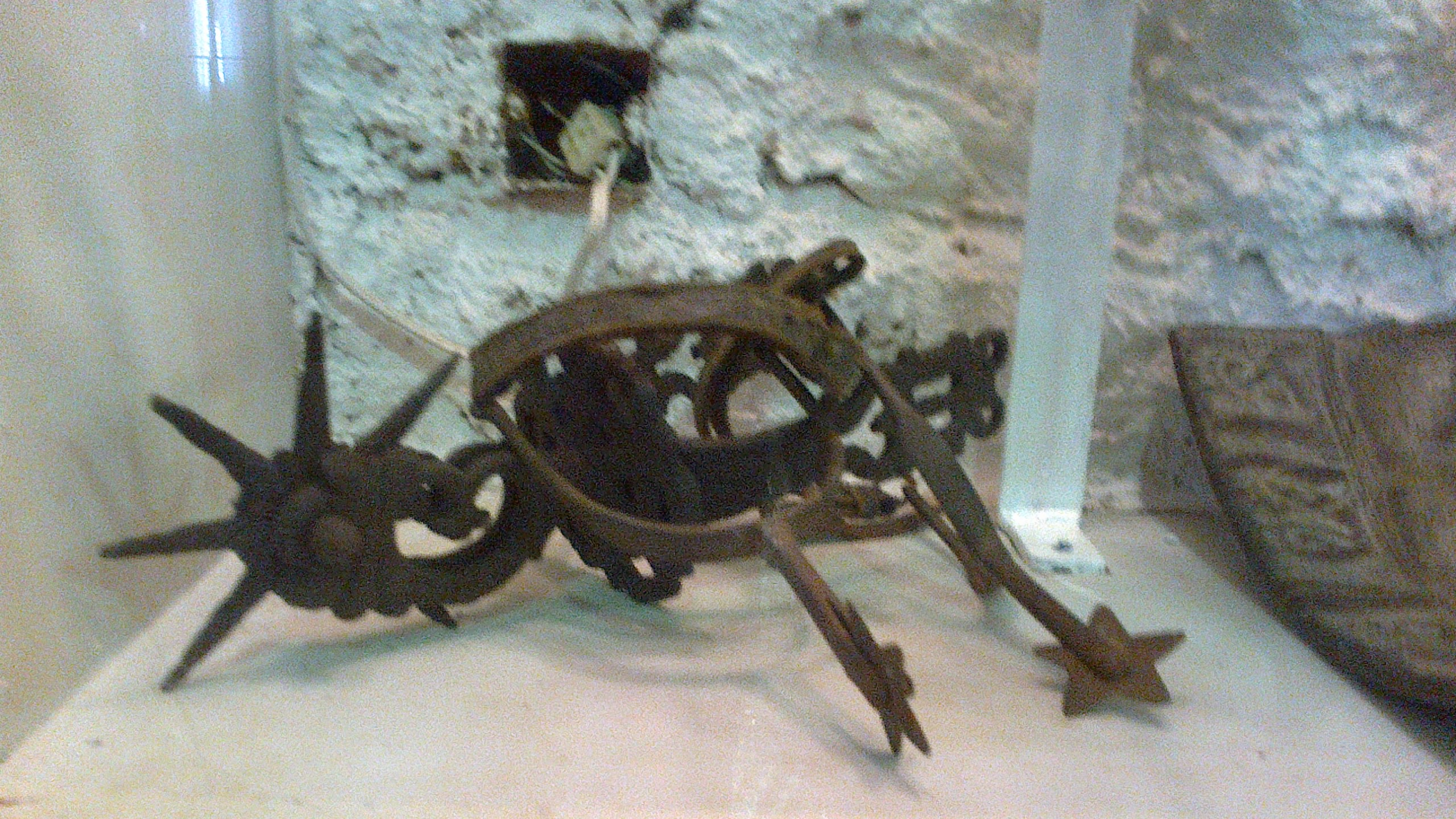
Espuelas
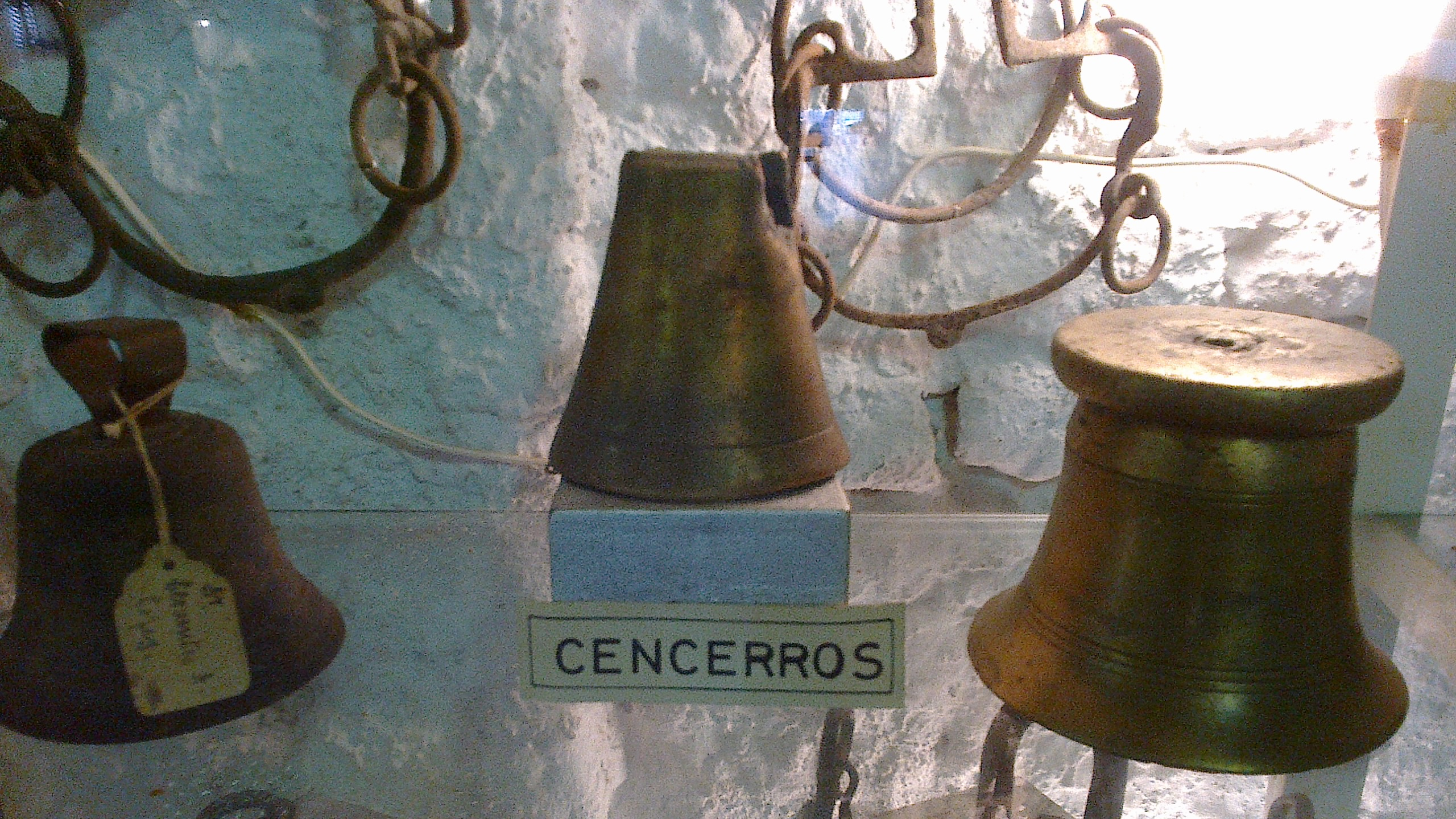
Cencerros
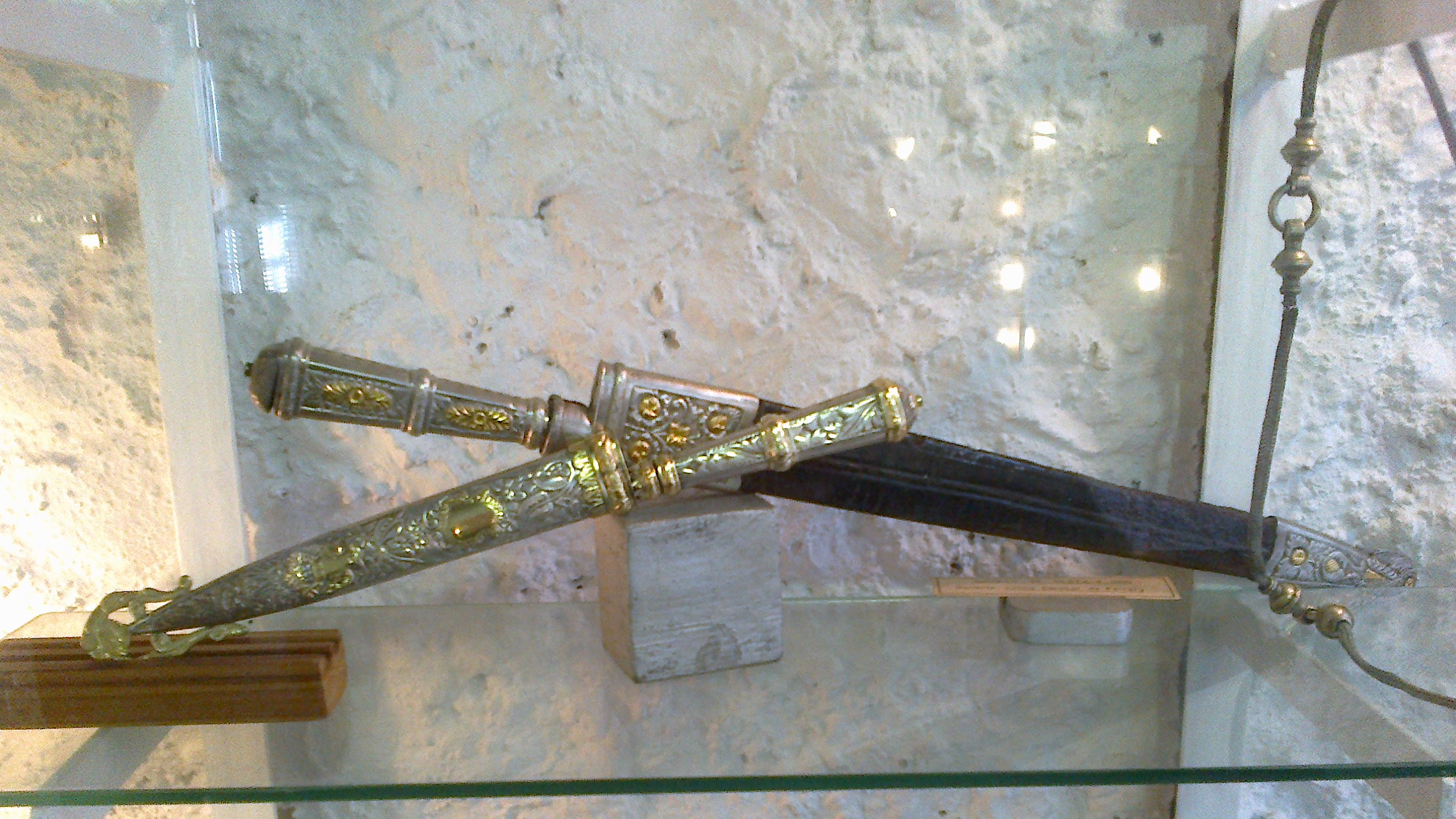
Cuchillos de Plata y Oro
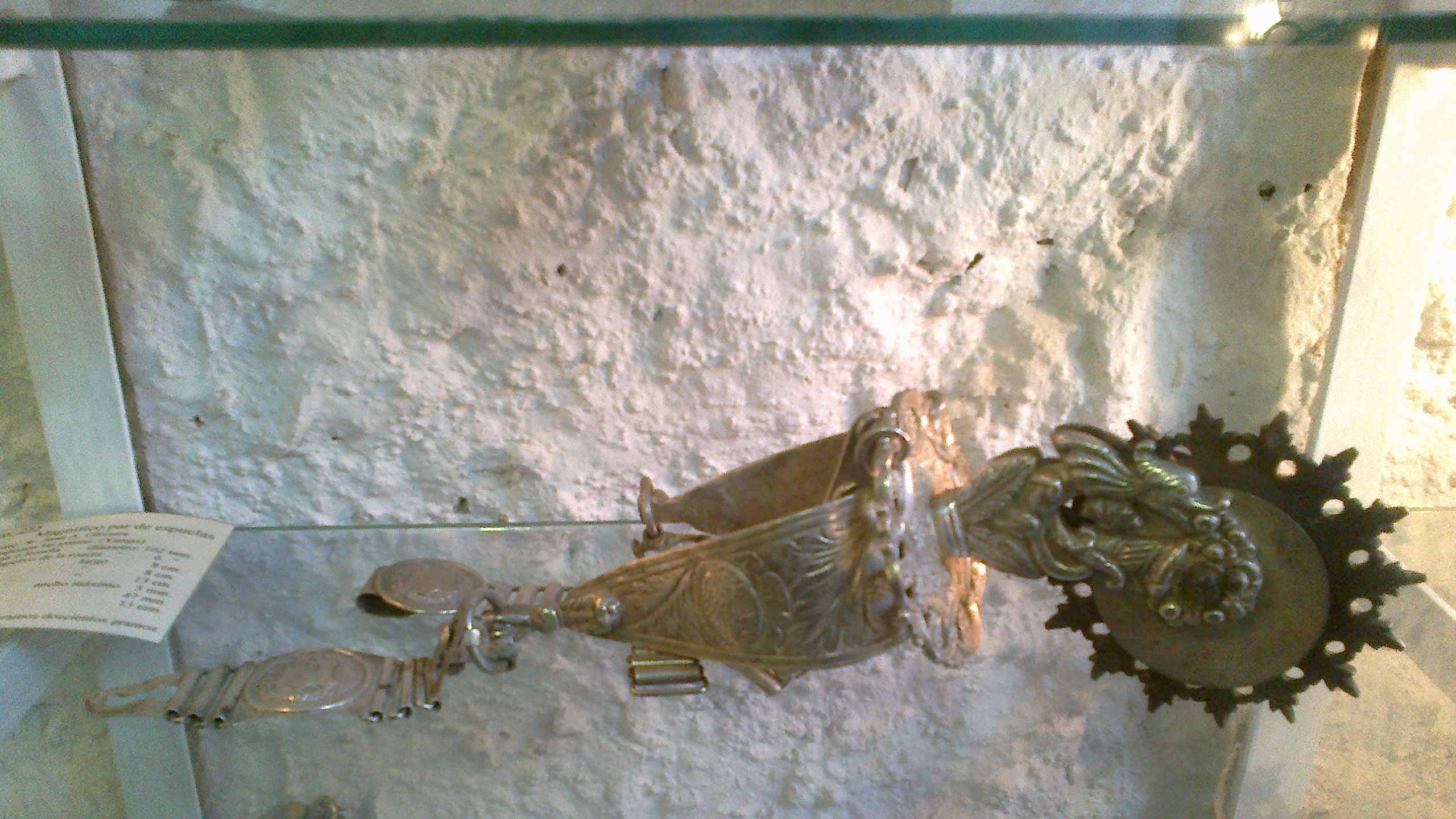
Espuelas de Plata